# کیرشتسارتن
کیرشتسارتن (به آلمانی: Kirchzarten) یک شهر در آلمان است که در برایگاو-هخشوارتسوالد واقع شده‌است. کیرشتسارتن ۹٬۷۶۸ نفر جمعیت دارد.